# Грязновка (Лебедянский район)
Грязно́вка — село в составе Куйманского сельсовета Лебедянского района Липецкой области.
Село находится в южной части района. Основано в середине XIX века.
Некоторые исследователи утверждают, что село Грязновка было основано в середине XVII века. Их оппоненты утверждают, что здесь идет путаница с одинаковыми названиями двух сел. Но одно принадлежало Лебедянскому району, а другое — Лев-Толстовскому, которые входили когда-то в Лебедянский уезд.
В 1911 году в селе Грязновка было 300 дворов и проживало 2100 человек. Из них 1000 мужчин и 1100 женщин.
До революции 1917 года в селе действовали две школы: земская и церковно-приходская. В церковно-приходской школе до 80-х гг. XX века находился сельский клуб. Земская школа действовала до 2008 года. В 2008 году была закрыта из-за малочисленности классов. Все ученики теперь относятся к МОУ СОШ села Куймань. Расстояние между с. Грязновка и с.Куймань 7 км. Первое упоминание о школе относится к 30 сентября 1904 г. (данные земских книг) в связи с крещением местным учителем земской школы Иншаковым Дмитрием Васильевичем у крестьян Уколова Ивана Федоровича и Костиной Евдокии сына Михаила.
По документам XIX века Грязновка — казённое село, то есть не является владением помещика.
В селе Грязновка расположен Воздвиженский храм, который освятили в 1878 г. (в 1898 г. была освящена трапезная). Храм был построен на деньги прихожан. К приходу этого храма относилась деревня Моховая. В 36-37х гг. церковь закрыли. Она уцелела до нашего времени, но восстанавливать её не стремятся.
К землевладельцам в селе Грязновка относится Лебедянская мещанка, вдова Алексеева Татьяна Яколвлевна (55 десятин земли в даче Николина хутора). Умерла вдова 27 апреля 1910 года и похоронена в ограде грязновской церкви. Кроме крупных землевладельцев, в селе Грязновка владели землей и крестьяне. По документам 1916 года есть следующие данные о крестьянах-землевладельцев: Василий Прокофьевич Уколов (21 десятина земли), Максим и Павел Герасимовичи Уколовы (21 дес.), Федор Федорович Уколов (52 дес.), Козьма Степанович Уколов (21 дес.), Яков Селиванович Аксенов (6 дес.), Алексей Селиванович Аксенов (4 дес.) и другие.

## Население
| 2010 |
| ---- |
| 264  |